# Elizaville
Elizaville – jednostka osadnicza w Stanach Zjednoczonych, w stanie Kentucky, w hrabstwie Fleming.